# NGC 5159
NGC 5159 ist eine 14,3 mag helle Spiralgalaxie vom Hubble-Typ Scd im Sternbild der Jungfrau, die etwa 279 Millionen Lichtjahre von der Milchstraße entfernt.
Sie wurde am 30. April 1864 von Albert Marth entdeckt.